# طوطی گونه‌سبز
طوطی گونه‌سبز یا طوطی گرین‌چیک یا کانور گونه‌سبز (نام علمی: Pyrrhura molinae) یک طوطی کوچک کانور از زیرخانوادهٔ طوطی‌های بر جدید نوگرمسیری و بومی جنگل‌های آمریکای مرکزی و جنوبی است. این طوطی معمولاً ۲۶ سانتی‌متر طول و بین ۶۰ تا ۸۰ گرم وزن دارد. رنگ آن عمدتاً سبز، با سر قهوه‌ای/سیاه/خاکستری، حلقه‌های دور چشم سفید، گونه‌های سبز، پرهای اولیهٔ بال آبی، منقار خاکستری و دم بلند و عمدتاً قهوه‌ای است. طوطی گونه‌سبز همچنین دارای خطوط عرضی کوتاه در سینه و در ناحیهٔ شکمی به‌رنگ قرمز است. نرها و ماده‌ها در این گونه ظاهر عمدتاً یکسانی دارند. نرها اغلب ممکن است پاهای خاکستری و ماده‌ها صورتی داشته باشند، اما تنها راه برای تأیید و تشخیص قطعی جنسیت طوطی گونه‌سبز از طریق آزمایش دی‌ان‌ای است.

## آرایه‌شناسی
طوطی گونه‌سبز دارای شش زیرگونه است:
- P. m. australis, Todd 1915
- P. m. flavoptera, Maijer, Herzog, Kessler, Friggens & Fjeldsa 1998
- P. m. hypoxantha,(Salvadori 1899)
- P. m. molinae, (Massena & Souance 1854)
- P. m. phoenicura, (Schlegel 1864)
- P. m. restricta, Todd 1947

طوطی گونه‌سبز شبیه طوطی شکم‌عنابی (P. frontalis) است و قبلاً گمانه‌زنی‌هایی مبنی بر همسان بودن آن‌ها وجود داشته‌است. همچنین از نظر ظاهری شبیه طوطی بال‌آتشین و پاراکیت کلاهک‌سیاه است.

## پراکندگی و زیستگاه
طوطی گونه‌سبز در غرب و جنوب غربی ماتو گروسو، برزیل، شمال و شرق بولیوی، شمال غربی آرژانتین و غرب پاراگوئه پراکندگی زیستی دارد. زیستگاه آن جنگل‌ها است و معمولاً گله‌هایی از ۱۰ تا ۲۰ تایی در بالای درختان یا گله‌های بزرگ‌تر در مناطق دارای غذای فراوان‌تر تشکیل می‌دهند. این طوطی اکنون به‌عنوان یک حیوان خانگی محبوب، مطرح است.

## رژیم غذایی و رفتار

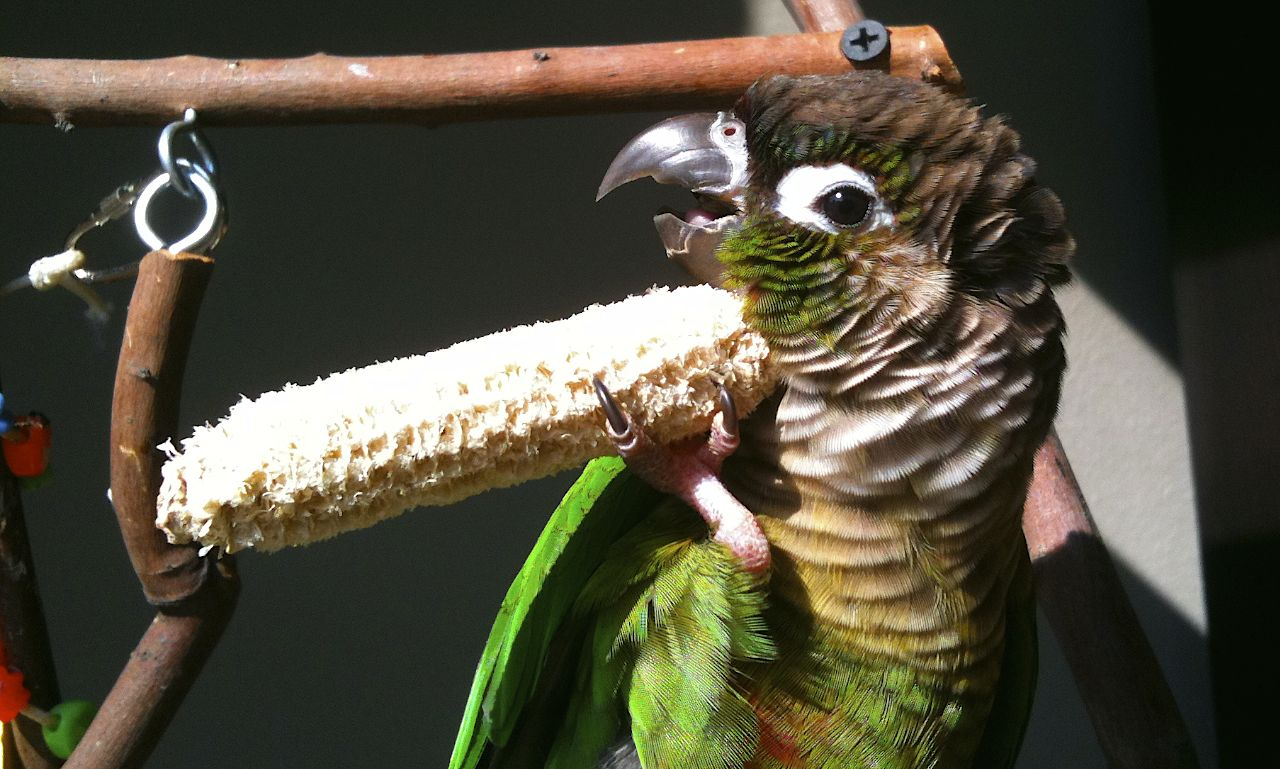
خاراندن گردن با بقایای ذرت، به‌عنوان نمونه‌ای از استفاده از ابزار.

طوطی گونه‌سبز، دانه‌ها، سبزیجات و میوه‌های مختلف می‌خورد. سوراخ‌ها و شکاف‌های درختان را به‌عنوان لانه برگزیده و در آن تخم‌گذاری می‌کنند. تعداد تخم‌ها به‌طور متوسط ۴–۶ تخم است. شکستن تخم‌ها و تولد جوجه‌ها به‌طور میانگین، ۲۵ روز طول می‌کشد اما از ۲۲ تا ۲۵ روز متغیر است. گرین‌چیک‌ها ساکت‌ترین گونه از طوطی‌های کانور هستند و می‌توانند ترفندهایی یاد بگیرند و واژه‌های محدودی را با آموزش گسترده فرا گیرند.

## به‌عنوان حیوان خانگی

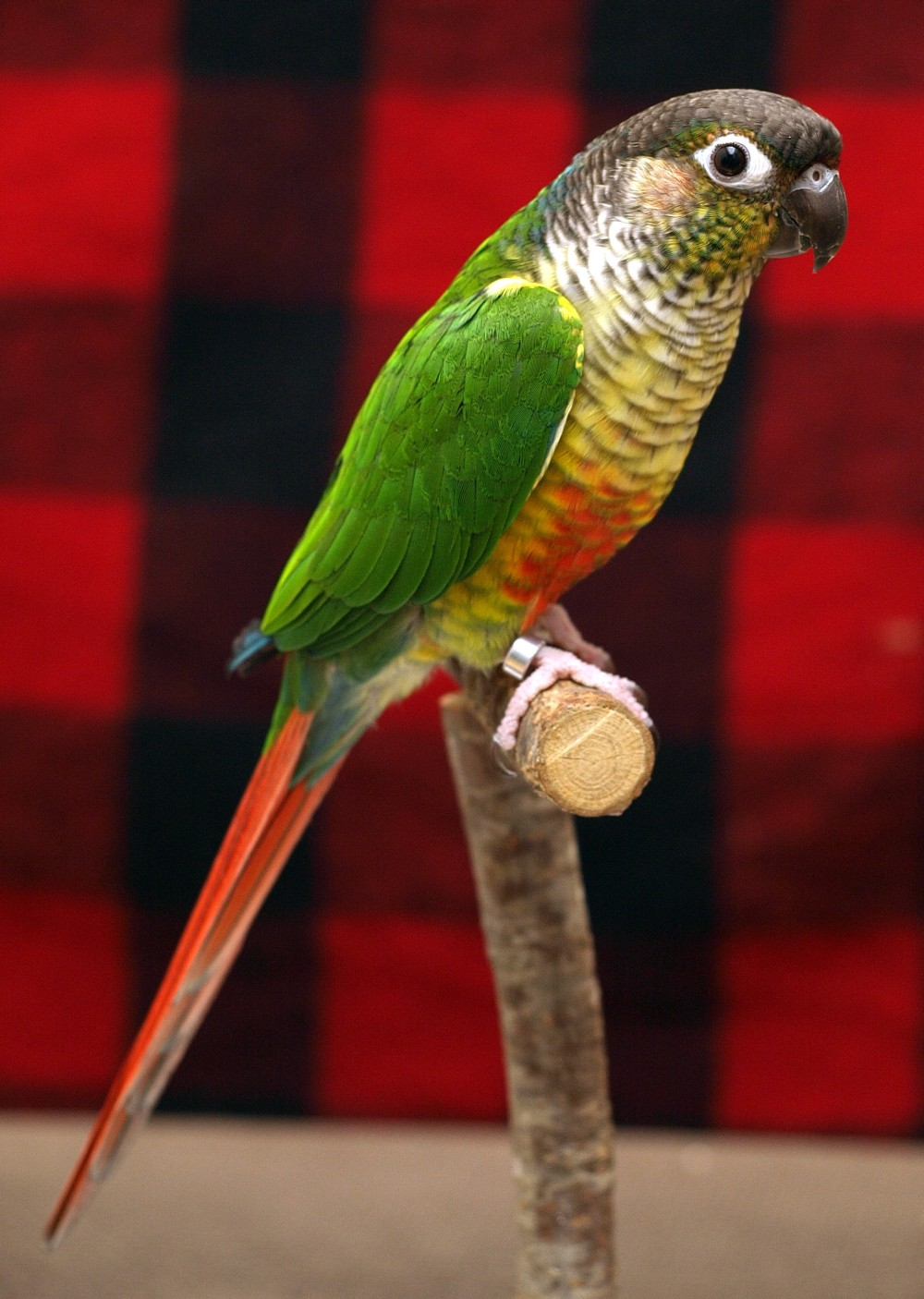
یک گرین‌چیک بالغ

پرورش طوطی‌های گونه‌سبز، رایج است و آن‌ها طوطی‌های همراه محبوبی هستند. آن‌ها بازیگوش، مهربان و باهوش هستند که عبارت «شخصیت بزرگ در بدن کوچک» در مورد آن‌ها رایج است. آن‌ها می‌توانند صحبت کردن را یاد بگیرند، اما دارای دایرهٔ لغات محدود و صدایی ویژه هستند. گونه‌سبزها دوست دارند در آغوش گرفته شوند اما علاقه به این موضوع، در برخی از آن‌ها بیشتر و در برخی کمتر است. آن‌ها می‌توانند ترفندهایی مانند دراز کشیدن به پشت، «بوسیدن»، حرکات خاص و وارونه آویزان شدن را بیاموزند. طوطی‌های گونه سبز در بیشتر مواقع صدای بلندی ندارند، بنابراین حتی آپارتمان‌نشین‌ها نیز می‌توانند از همراهی آن‌ها لذت ببرند. طوطی‌های گونه‌سبز به‌ویژه در سنین جوانی ممکن است مستعد گاز گرفتن باشند، اما سرپرستان آن‌ها می‌توانند با صبر و در گذر زمان، این رفتار را حل کند.

طوطی‌های گونه‌سبز، عاشق میوه‌ها (به‌ویژه موز و کشمش) و دانه‌هایی مانند آفتابگردان، گلرنگ و دانه‌های کنف هستند که همگی در محیط‌های طبیعی آن‌ها یافت می‌شوند. طوطی‌های گونه‌سبز زندگی گروهی دارند و دوست دارند با خانوادهٔ خود غذا بخورند. آن‌ها می‌توانند سیب‌زمینی، هویج، ذرت، نان و پاپ‌کورن ساده بخورند. این پرنده ممکن است به‌دلیل خوردن بیش از حد دانه‌های چرب مانند تخمهٔ آفتابگردان و بادام زمینی چاق شود. رژیم غذایی پلت ویژهٔ طوطی‌ها با مکمل کلسیم، تغذیهٔ مناسبی برای آن‌ها در نظر گرفته می‌شود و باید ۶۰ تا ۷۰ درصد از رژیم غذایی آن‌ها را تشکیل دهد. یک رژیم غذایی مناسب و بهینه برای گرین‌چیک‌ها شامل ۷۰٪ پلت، ۲۰٪ میوه و سبزیجات و کمتر از ۱۰٪ مکمل‌ها و موارد درمانی است. طوطی‌هایی که مشکلات سلامتی مرتبط با کلیه‌ها دارند، نباید از رژیم غذایی غنی از پروتئین تغذیه شوند، زیرا ممکن است منجر به نقرس شود. رژیم غذایی کم‌پروتئین تجویزشده توسط دامپزشک، برای پرندگانی با این شرایط، قابل تهیه است. طوطی‌های گونه‌سبز در شرایط مناسب می‌توانند ۲۵ تا ۳۰ سال در اسارت زندگی کنند.

### تنوع رنگ
علاوه بر رنگ‌های طبیعی، انواع رنگ‌ها نیز به‌صورت انتخابی توسط پرورش‌دهندگان، پدید آمده‌اند:
- دارچینی: رنگ پرنده در این حالت، سبز لیمویی است و رنگ روشن‌تر و کم‌رنگ‌تری دارد. سر پرنده، برنزه است و پرهای دم در مقایسه با طوطی‌های گونه‌سبز معمولی، رنگ قهوه‌ای روشن‌تری دارند.
- سینه‌زرد: دارای رنگ روشن است که از قرمز به زرد و سرهای خاکستری تیره تغییر می‌کند. آن‌ها همچنین به‌ندرت دارای یک پر زرد روشن در هر طرف بال بالایی هستند که یک ویژگی مغلوب نادر است که تنها حدود یک جوجه از هر ۱۰ جوجه را می‌توان با این ویژگی یافت. این ویژگی اغلب ارزش آن‌ها را افزایش می‌دهد.
- آناناسی: ترکیبی از دارچین و انواع زرد رنگ است. آنها سینه ای از رنگ‌های روشن، سر برنزه و پرهای سبز لیمویی در پشت مانند طوطی گونه سبز دارچینی دارند. پرهای دم همان پرهای زرد هستند که جلوه‌ای هاله‌ای ایجاد می‌کنند.
- فیروزه‌ای: دارای بدنی با پرهای سبز آبی و سبز است. انتهای پرهای بال در صورتی که قیچی نشوند، رنگین‌کمانی هستند. پرهای سینه مایل به خاکستری و پرهای دم خاکستری است.
- انواع سبز/قرمز/آبی کمتر رایج است، اما دیده شده‌اند.

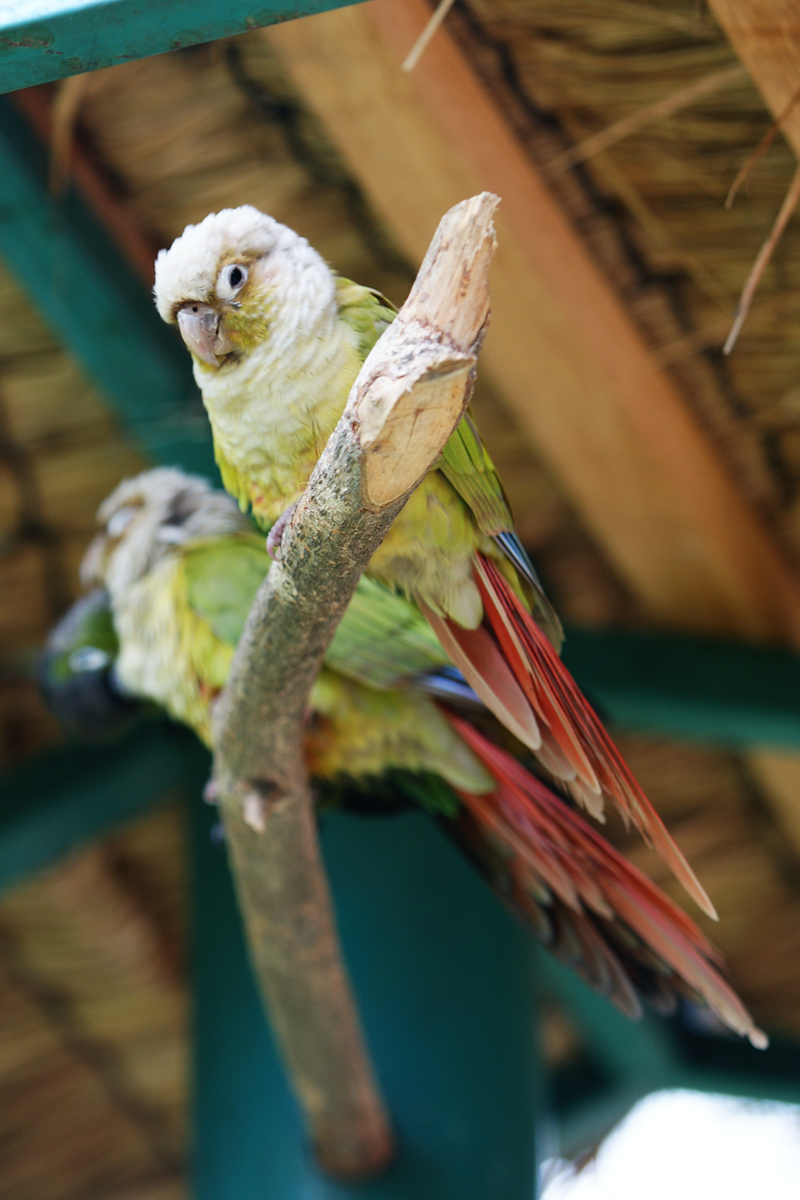
دارچینی
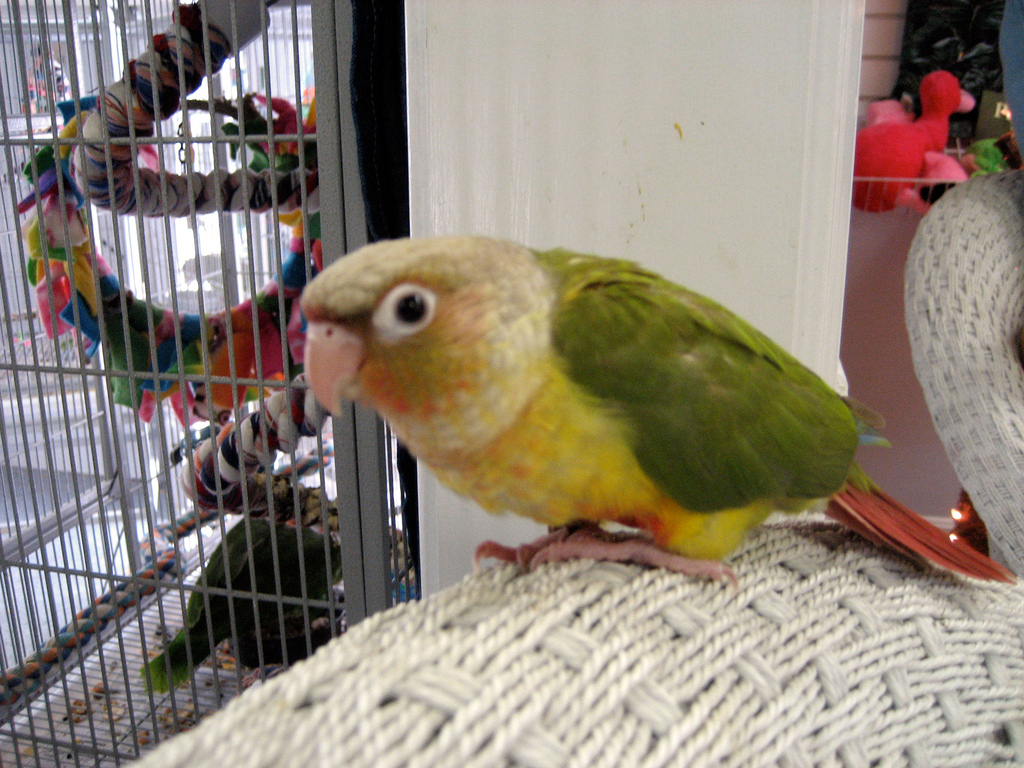
آناناسی (جوان)
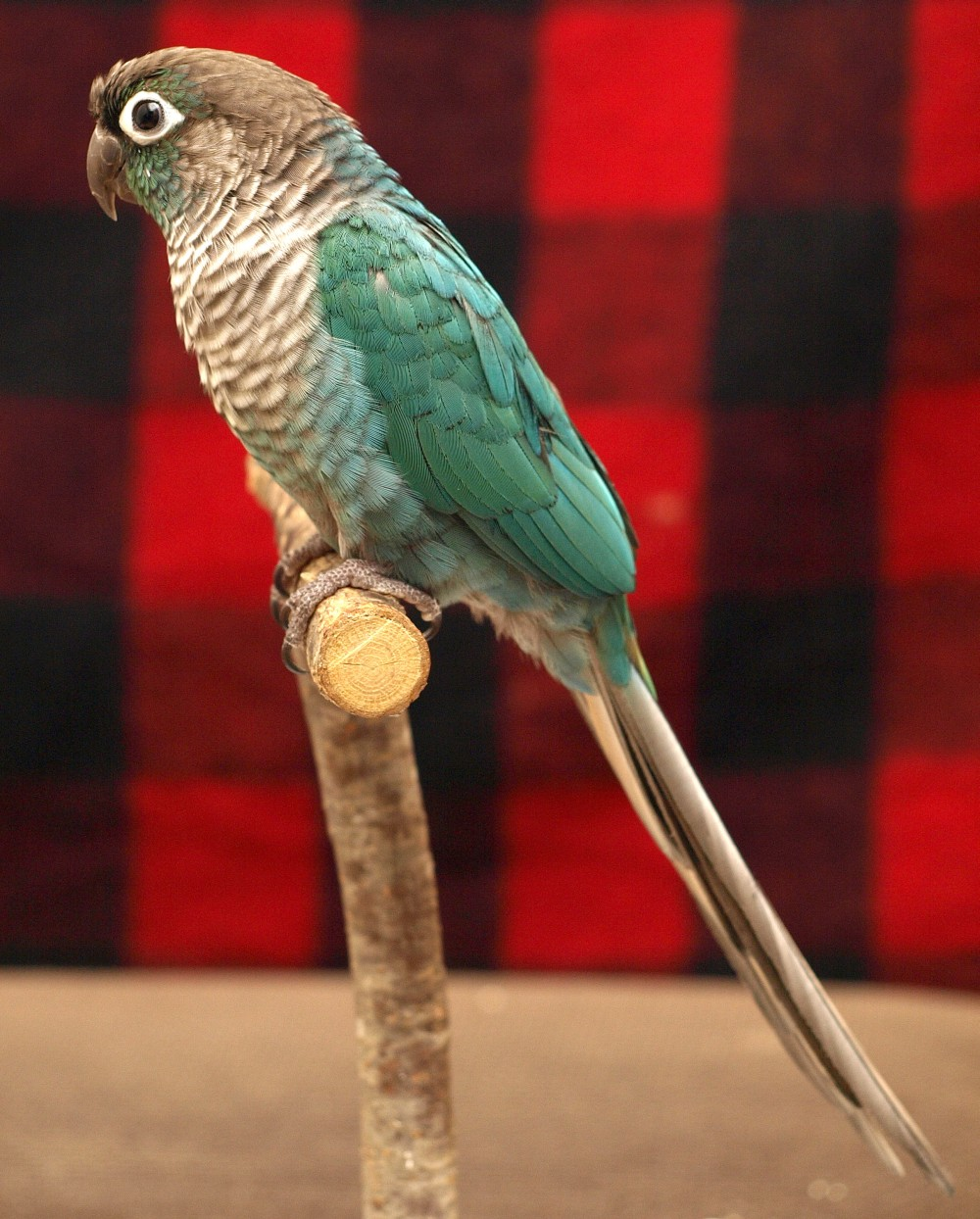
فیروزه‌ای
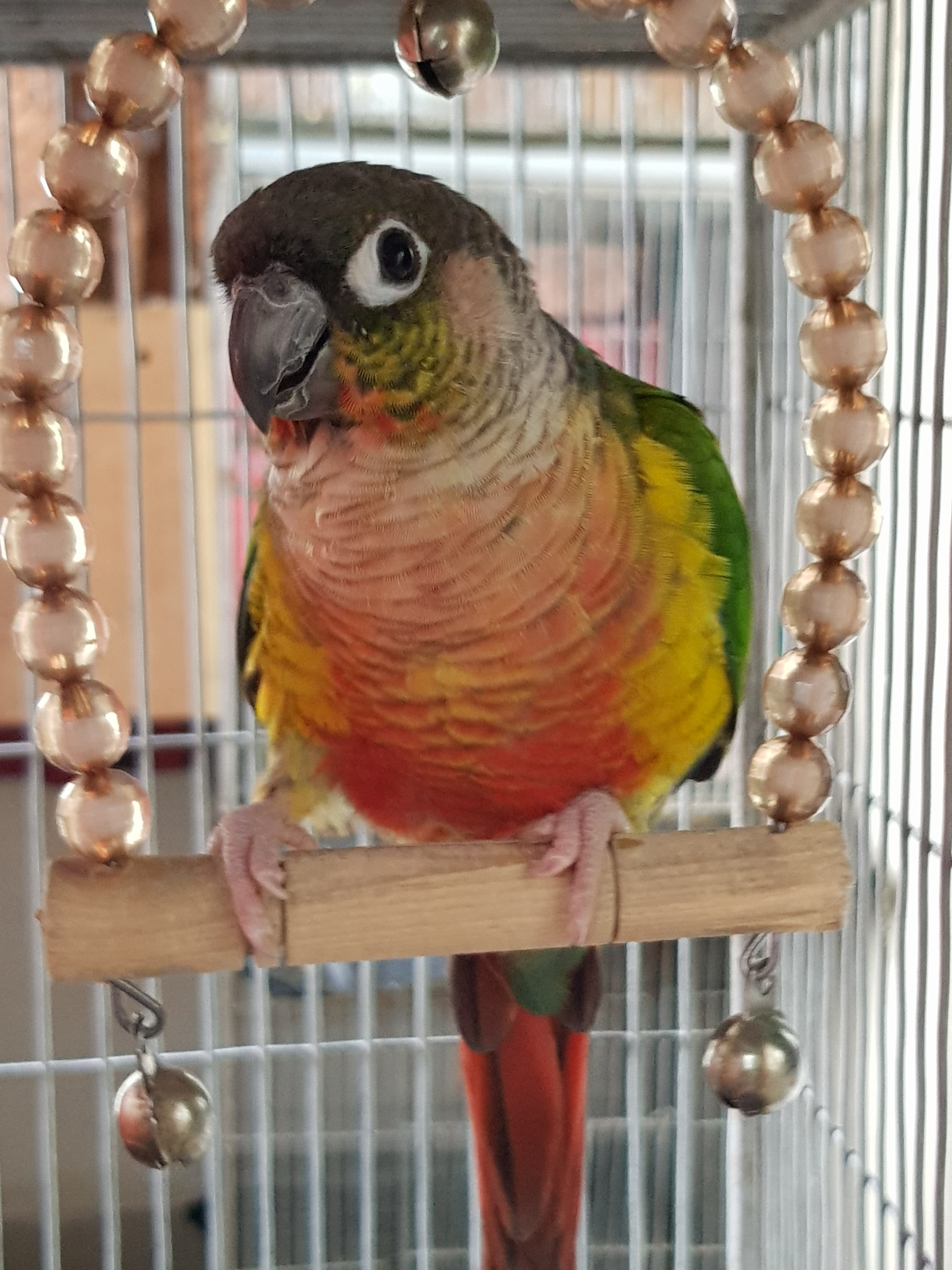